# Älvsborgs län
Älvsborgs län er et nu nedlagt län i Sverige. Siden 1998 har det indgået i Västra Götalands län. Residensby var Vänersborg og länsbogstav var P.
Länet bestod af de vestlige dele af landskabet Västergötland (med undtagelse af Göteborgs kommune og omegn) samt hele landskapet Dalsland.

## Historie
Älvsborgs län blev dannet i 1634, da statholderdømmet Västergötland blev opdelt i Älvsborgs län og Skaraborgs län, i forbindelse med oprettelse af länsstyrelser. Länet fik sit navn efter borgen Älvsborg ved Göta älvs munding, og dets første residensby var Göteborg. I 1680 blev länet delt. Göteborg, Sävedals, Askims og Östra Hisings herrede kom til at udgøre Bohus län, det nye län som i 1700 fik navnet Göteborgs och Bohus län. I forbindelse med delingen blev Borås ved et tilfælde residensby. Efter bybranden i Borås i 1681 residerede landshøvdingen dels på Fenneslunda säteri i Ås härad, dels på Alvhems kungsgård i Ale härad. I 1690 stod den nye residens klar i Vänersborg.

## Byområder
- Alingsås
- Borås
- Trollhättan
- Ulricehamn
- Vänersborg
- Åmål

## Note
1. ↑  Nærmere bestemt tilhørte hele det sydvestlige Västergötland Älvsborgs län, bortset fra Sävedals, Askims og Östra Hisings herreder, det vil sige omtrent de nutidige Göteborg, Mölndal, Partille og Härryda kommuner. I 1971 hhv. 1967 skete der ændringer, da Björketorps församling i Bollebygds härad kom med i Härryda kommun, og Angereds församling og Bergums församling i Vättle härad kom med i Göteborgs kommun. Begge disse församlingar (sogne) skiftede altså län, da de blev optaget i de respektive kommuner.

58°23′00″N 12°19′00″Ø / 58.383333333333°N 12.316666666667°Ø